# Chalet de Centella
El Chalet de Centella se construyó entre 1927 y 1930, en el ensanche de Villajoyosa por la calle de Colón, entonces carretera de Valencia, asfaltada por primera vez unos años antes, en 1925. En este momento la calle de Colón ya se había convertido en el centro de la ciudad, lugar predilecto de paseo de la población local, con edificios singulares de diferentes estilos como el Cine Olimpia, el Colegio Álvaro Esquerdo y edificios de estilo racionalista  de los años 25-30, con los que contrasta el propio Chalet de Centella, de aire más clásico.
Su propietario, Vicente Lloret Pérez (1879-1950), lo encargó para establecer su residencia habitual una vez que su hijo le relevara de la dirección de las fábricas de conserva de Canarias. La empresa Lloret y Llinares (desde 1950 con la marca “El Ancla”) la crearon en 1870 los cuñados Miguel Lloret y Felipe Llinares (padre y tío de Vicente). En principio se dedicaban a comercializar productos agrícolas, después a vender pescado y finalmente comenzaron a conservar en salazón la anchoa y la sardina que se pescaban en verano, cuando no había nieve. El negocio prosperó, y la empresa instaló fábricas en Tarifa, Ceuta y Canarias, y creó una flota de grandes barcos, algunos salidos de los astilleros de Villajoyosa, como las goletas “Centella” y “Jonense”. 
Las especies exóticas de los jardines, como el bambú o las dos grandes araucarias que flanquean la fachada de la calle Colón, se trajeron en los viajes de la empresa Lloret y Llinares por el mundo. Ello daba al chalet un toque exótico y cosmopolita muy del gusto de la burguesía de finales del siglo XIX y comienzos del siglo XX. Contiene una gran variedad de especies que lo convierten en un auténtico jardín botánico histórico. Los tres cuartos de siglo transcurridos han dado a algunos de los ejemplares, como los ficus o araucarias, un porte monumental.
El edificio perteneció a la familia "Centella" (salvo el periodo de la Guerra Civil, en el que se tomó para usarlo como hospital) hasta el año 2009. En ese momento lo adquirió el Ayuntamiento de Villajoyosa, que lo ha rehabilitado para ubicar la oficina de turismo de la ciudad, respetando la arquitectura original. Estas dependencias ocupan parte de la planta baja del chalet y para el resto de espacios, incluyendo los jardines, se plantea su musealización y adaptación para la visita pública.

## Arquitectura
El edificio es obra de Juan Vidal Ramos, uno de los arquitectos alicantinos más reconocidos, autor de destacados edificios alicantinos, como el Palacio de la Diputación (1926), el Hospital Provincial de San Juan de Dios (hoy MARQ), el Mercado Central de Alicante (1921), el edificio de la Caja de Ahorros (1918), la Casa de Socorro (1926) la casa Carbonell (1924) y casa Lamaignere (1918). 
La arquitectura de Juan Vidal muestra con frecuencia un estilo “ecléctico”, es decir, una mezcla de estilos clásicos y modernos típica de la época: así, en el Chalet de Centella vemos en la fachada este un frontón que recuerda los templos griegos; sobre él podemos ver pináculos con bolas neobarrocos y en la rica decoración interior encontramos toques modernistas (por ejemplo, en la azulejería valenciana de la primera planta) e incluso de estilo colonial.